# Sant Miquel de Grevalosa
Sant Miquel de Grevalosa és una església del municipi de Castellfollit del Boix (Bages) inclosa en l'Inventari del Patrimoni Arquitectònic de Catalunya.

## Descripció
L'església de Sant Miquel és avui un edifici ruïnós, que ha perdut totalment les cobertes i la part superior dels murs. Malgrat l'estat lamentable de conservació és interessant per la seva antiguitat car es tracta d'una obra preromànica del s.IX format per una sola nau quadrada, coberta inicialment amb bigues i capçalera amb un absis molt allargassat. Aquest edifici va modificar-se i ampliar-se a finals del segle x o començaments del s.XI, amb l'aprofitament de forces elements (arcs de ferradura per ex.) amb la construcció d'una església de tes naus, amb dues capelles incorporades, amb la porta a migdia, etc.

## Història
L'església de Sant Miquel es trobava dins el terme casteller de Grevalosa i malgrat no passa mai de capella rural depenia del monestir de la Portella pel fet que estava vinculada al priorat de Sant Pere del Mont, també dins els límits castellers de Grevalosa. L'església apareix documentada al s.X, al s. XII i al XIII, ja únicament " el pla de Sant Miquel ", cosa que sembla indicar que es deuria abandonar el culte i, per tant, ensorrar-se l'edifici.
El monestir de la Portella en va tenir la propietat fins a l'any 1685, en què el priorat de Sant Pere de Mont va passa a dependre de la veïna església de Santa Cecília de Grevalosa.